# Boris Barnet
Boris Wasiljewicz Barnet (ros. Бори́с Васи́льевич Ба́рнет; ur. 5 czerwca?/18 czerwca 1902 w Moskwie, zm. 8 stycznia 1965 w Rydze) – radziecki aktor filmowy oraz reżyser i scenarzysta. Zasłużony Artysta RFSRR (1935). Był trzykrotnie żonaty.

## Życiorys
Ukończył Wojskową Szkołę Wychowania Fizycznego i Państwowe Technikum Kinematografii (PTK) (ros. Государственный техникум кинематографии (ГТК)). Uczeń Lwa Kuleszowa. Wystąpił jako aktor w takich filmach jak: Niezwykłe przygody Mister Westa w krainie bolszewików (1924), Gorączka szachowa (1925), Miss Mend (1926), Burza nad Azją (1928), Żywy trup (1929), As wywiadu (1947).
Reżyser filmów historyczno-rewolucyjnych i przygodowych, a także komedii (Dzieweczka z pudełkiem (1927), Dom przy Trubnej (1928)).
W wieku 62 lat popełnił samobójstwo. Pochowany został na Cmentarzu Leśnym w Rydze. W 2017 jego szczątki przeniesiono na Cmentarz Nowodziewiczy w Moskwie.

## Wybrana filmografia

### Reżyser
- 1926: Miss Mend
- 1927: Dzieweczka z pudełkiem
- 1928: Dom przy Trubnej
- 1933: Na obrzeżach
- 1936: Nad lazurowym morzem
- 1947: As wywiadu

### Scenarzysta
- 1926: Miss Mend
- 1933: Na obrzeżach

### Aktor
- 1924: Niezwykłe przygody Mister Westa w krainie bolszewików jako kowboj Jeddy
- 1925: Gorączka szachowa jako złodziej
- 1926: Miss Mend jako reporter Barnet
- 1928: Burza nad Azją jako angielski żołnierz
- 1929: Żywy trup jako marynarz w gospodzie
- 1947: As wywiadu jako Gen. von Kühn

## Nagrody i odznaczenia
- Zasłużony Artysta RFSRR (1935)
- Nagroda Stalinowska (1948) za film As wywiadu[6]
- Zasłużony Działacz Sztuk Ukraińskiej SRR (1951)
- Order Znak Honoru

Źródło:.